# Mor Stein

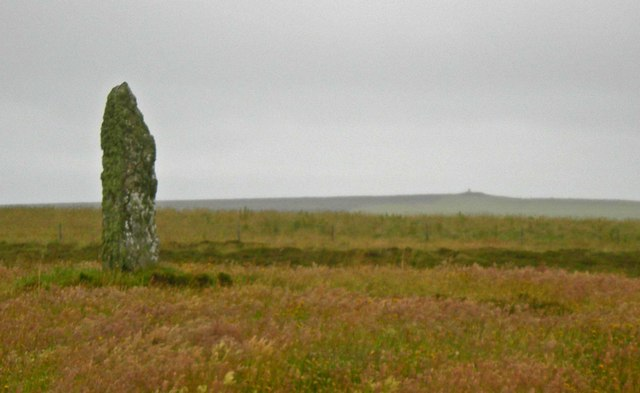
Il Mor Stein

Mor Stein è una pietra eretta neolitica nella parte sud-orientale dell'isola di Shapinsay, Isole Orcadi, Scozia.  Shapinsay è una delle due grandi isole interne del gruppo delle Orcadi, ed è situata a circa due miglia a nord dell’isola principale delle Orcadi.  Linton Bay, una famosa spiaggia di Shapinsay, si trova a nord-est di Mor Stein.
Mor Stein è una pietra verticale alta circa 3,2 metri, che non ha forma né è scolpito e si trova in un campo pianeggiante.  A poche miglia a nord si trova la montagna di Burroughston Broch.